# Licher Classic
De Licher Classic is een golftoernooi van de EPD Tour.
In 2009 ging de eerste plaats naar Marcel Haremza na play-off tegen zijn landgenoten Martin Keskari (Am), Bernd Ritthammer en de Engelse speler Ben Parker.

## Winnaars
- 2008:  Christoph Günther
- 2009:  Marcel Haremza
- 2010:  Max Kramer